# Лісова балада
«Лісова балада» — радянський художній фільм 1972 року знятий на кіностудії «Казахфільм» режисерами Нурмуханом Жантуріним і Гуком Ін Цоєм, за мотивами документальної повісті Аді Шаріпова «Дочка партизана». Фільм — рідкісний випадок — лауреат двох поспіль Всесоюзних кінофестивалів: на VI-му, 1973 року, спеціальний приз за краще виконання жіночої ролі отримала маленька актриса Баглан Єржанова, а на VII-му, 1974 року, вже сам фільм отримав приз «за розробку військово-патріотичної теми».

## Сюжет
У перші дні війни у десятирічної дівчинки Айгуль, дочки радянського офіцера, що служить на західному кордоні, гине мати, і дівчинка залишається одна на окупованій території. Фашисти знаходять дівчинку-казашку, і німецький офіцер Фольмер вирішує відправити її до Німеччини як екзотичний сувенір — «азіаточку з Росії» в служіння для своєї дружини. Але пов'язаним з білоруськими партизанами хлопчикові Феді і його дідові Тимофію вдається викрасти Айгуль і заховати у себе в селі. У пошуках дівчинки і партизан фашисти влаштовують каральну акцію, проводячи повальні обшуки в селі, але знайти дівчинку не можуть. На очах у Феді вбивають його діда. Фольмер віддає наказ вішати кожного шостого жителя села, поки дівчинку не видадуть. Айгуль сама виходить до німців. Але дістати для дружини «подарунок» Фольмер все ж не зможе — село вже оточене партизанами.

## У ролях
- Баглан Єржанова — Айгуль
- Наталія Сергієвська — Віра
- Яков Овчуков-Суворов — Федя
- Данило Ільченко — дід Тимофій
- Олена Авакова — Марія
- Олжабай Мусабеков — Муса
- Анатолій Чеботарьов — Петер, німець-вчитель
- Валерій Струков — Фольмер
- Данило Нетребін — Прошка
- Ігор Боголюбов — Криволапов
- Нуржуман Іхтимбаєв — комісар партизанського загону
- Гульжан Аспєтова — мати
- Анна Павлова — Пелагея Петрівна, вчителька
- Ія Маркс — бабуся
- Хайнц Браун — Штольц
- Георгій Ніколаєнко — Ніколаєнко
- Гавриїл Бойченко — епізод
- Сергій Печорін — епізод

## Знімальна група
- Режисери — Нурмухан Жантурін, Гук Ін Цой
- Сценаристи — Олександр Вітензон, Адій Шаріпов
- Оператори — Ідріс Карсакбаєв, Абільтай Кастєєв
- Композитор — Садик Мухамеджанов